# Station Libusza
Station Libusza is een spoorwegstation in de Poolse plaats Strzeszyn.